# Pitogo
Pitogo (Bayan ng Pitogo) är en kommun i Filippinerna. Kommunen ligger på ön Luzon, och tillhör provinsen Quezon. Folkmängden uppgår till 21 095 invånare.

## Barangayer
Pitogo är indelat i 39 barangayer.
| - Amontay - Cometa - Biga - Bilucao - Cabulihan - Cawayanin - Gangahin - Ibabang Burgos - Ibabang Pacatin - Ibabang Piña - Ibabang Soliyao - Ilayang Burgos - Ilayang Pacatin | - Ilayang Piña - Ilayang Soliyao - Nag-Cruz - Osmeña - Payte - Pinagbayanan - Masaya (Pob.) - Manggahan (Pob.) - Dulong Bayan (Pob.) - Pag-Asa (Pob.) - Castillo (Pob.) - Maaliw (Pob.) - Mayubok (Pob.) | - Pamilihan (Pob.) - Dalampasigan (Pob.) - Poctol - Quezon - Quinagasan - Rizalino - Saguinsinan - Sampaloc - San Roque - Sisirin - Sumag Este - Sumag Norte - Sumag Weste |